# Conde do Forró
Conde do Forró é uma banda brasileira de forró eletrônico formada em 2013, pelo compositor e empresário Geneilson Silvestre, na cidade de Maceió, Alagoas. A banda alcançou projeção nacional no ano de 2020, após o lançamento do single Romance Desapegado. Atualmente tem como vocalista a cantora Jezz.

## Informações gerais

### Formações
A banda passou por diversas formações. A primeira, incluiu as cantoras Joyce Tayná e Amanda Silva,[carece de fontes?] e posteriormente os cantores Carlinhos Amorim e Igor Guerra. Entre 2016 e o final de 2018 os vocais da banda foram formados por Joyce Tayná e David Castro.
A banda iniciou uma nova formação em 2019 com a entrada da cantora Jarli Almeida assumindo os vocais. Em 7 de maio de 2020 a banda anunciou em suas redes sociais o desligamento de Jarli Almeida e anunciou como nova vocalista a cantora Lorraine Silva (Japinha Conde). Japinha permaneceu na banda de 2020 até 2024, quando se desligou e foi substituída por Jezz.

### O sucesso de"Romance Desapegado"
O clipe da música "Romance Desapegado", lançado no canal oficial da banda no YouTube, em 19 de agosto de 2020, alcançou a marca de mais de 34 milhões de visualizações em menos de um mês, contribuindo para aumentar a visibilidade da banda.

## Discografia
- 2014: "Cada Vez Mais Apaixonante"
- 2015: "Maltratando os Corações"
- 2016: "Chorei no Chão"
- 2016: "CD Promocional Agosto de 2016"
- 2017: "Promessas"
- 2018: "Proposta"
- 2019: "Acidente de Amor"
- 2020: "Romance Desapegado" (EP)

## Videografia
A gravação do seu primeiro DVD ao vivo aconteceu em agosto de 2015, na casa de shows G4, em Fortaleza. O segundo DVD foi gravado em janeiro de 2016 e batizado de "DVD Vida". Ambos foram lançados no canal oficial da banda no YouTube.[carece de fontes?]
O terceiro DVD também foi gravado em Fortaleza, desta vez, sem a presença de público em cumprimento às normas sanitárias contra a proliferação da Covid-19. O DVD contou com participações especiais de Xand Avião, Tierry, Lauana Prado, Léo Magalhães, dentre outros.

## Singles
- "Romance Desapegado" (2020)